# Navionics
Navionics è un'azienda manifatturiera italiana, con sede a Massarosa, produttrice di cartografia elettronica nautica.
Presente a livello internazionale, l'azienda ha sedi operative a Wareham (Massachusetts), a Hyderabad in India, Plymouth nel Regno Unito e nel Nuovo Galles del Sud, in Australia.

## Storia
Navionics nasce nel 1984, quando Giuseppe Carnevali e Fosco Bianchetti lanciano sul mercato il primo plotter elettronico marino, il Geonav. Nel 2007, l'azienda cede la linea plotter GPS per concentrarsi unicamente sulla produzione della cartografia elettronica.
Dall'ottobre 2017 è stata acquistata dal colosso americano Garmin.

## Prodotti
- Carte Plotter GPS: cartografia marina e lacustre per dispositivi GPS per imbarcazioni.
- Applicazione mobile: cartografia marina e lacustre per smartphone e tablet.
- Applicazione web: cartografia marina e lacustre per desktop in versione gratuita.